# デューイ十進分類法
デューイ十進分類法（デューイじっしんぶんるいほう、Dewey Decimal Classification; DDC）は、アメリカの図書館学者メルヴィル・デューイが1873年に創案した図書分類法である。1876年に初版が公刊されて以来、継続的に改訂を重ね、2011年に最新版となる第23版の印刷版が刊行された。また、印刷された完全版のほかに、小規模図書館向けの簡約版や電子版 (WebDewey) も出版されている。1988年以後はOCLCが版権を所有し、改訂版を出版している。現在は、OCLCとアメリカ図書館協会 (ALA) の合同による、10名から成る国際的な十進分類編集方針委員会 (Decimal Classification Editorial Policy Committee; EPC) が改訂方針を示し、1923年以来アメリカ議会図書館 (LC) 内に拠点を置くデューイ編集室 (The Dewey Editorial Office) が編集実務を担当する体制がとられている。

## 概要
デューイ十進分類法は、0から9 までのアラビア数字のみを用いた十進分類法である。まず10の主類 (main class) すなわち、
- 000 コンピュータサイエンス、情報および総記
- 100 哲学および心理学
- 200 宗教
- 300 社会科学
- 400 言語
- 500 自然科学および数学
- 600 技術
- 700 芸術
- 800 文学および修辞学
- 900 歴史および地理

のいずれかに分類する。この順序は、フランシス・ベーコンの分類を、ウィリアム・ハリスが逆順にしたもの（逆ベーコン式）である。それを更に10の綱 (division) に、それを更に10の目（section）へと分類する。この時点で、（実際には空番もあるが）000から999までの1000分類となる。更に細かく分類するときは、目 (section) の直後にピリオドをおき、その後は小数を書くように細分していく。
類・綱・目の3桁は必須で、頭に0があっても省略はできないし（例：004）、広い分野を表すときは、たとえば「言語」であれば「4」だけでなく「400」と表記する。目 (section) とその下位分類を区切るピリオドは小数点のように見えるが、数学的な意味ではなく便宜上の区切りである。0は、基本的には特定の主題を意味せず、その分野そのものや総記的なものを表す。ピリオドより後ろでは0が末尾に来ることはない。
デューイ十進分類法は、あらかじめ分類表として主題とその分類記号を列挙してある列挙型分類法のひとつだが、ファセット型（分析合成型）分類法のような側面もあり、分類表のほかに補助表（助記表）が用意されている。補助表には標準区分、地理区分、言語区分などがあり、それぞれ適用範囲が決まっているが、その範囲の分類記号にこれを付加することで、その図書の形式や言語、主題となる地域などを表現することができる。
初版から相関索引が収録されており、これによって主題の名前から分類記号を探すことができる。初版からページ数をかなりこれに割いておりデューイ自身も重要視していた。なお最新版の第23版は、第1巻がマニュアルと補助表、第2巻と第3巻が分類表、第4巻が相関索引となった4巻セットである。
デューイ十進分類法は継続的に改訂が行われており、第13版まではデューイも改訂に携わっていた。第15版では大幅な規模縮小が行われたが、不評であったためすぐに増補した第15版改訂版を発行、そして第16版では従来の規模へと戻っている。現在では国際的な編集方針委員会によって改訂方針が定められ、アメリカ議会図書館 (LC) が改訂作業を行い、OCLCが発行している。
世界で最も多く使われている分類法であり、使用している図書館は135か国以上の20万館以上にのぼる。アメリカ合衆国では公共図書館の95%、大学図書館の25%が採用しているが、日本では公共図書館で1%、大学図書館で5%が主に洋書（の全部または一部）に使用しているに留まる。